# Островська Каріна Володимирівна
Каріна Володимирівна Островська (нар. 12 січня 1974, Харків) — українська хореографка, викладачка, Заслужена працівниця культури України, доцентка, завідувачка кафедри народної хореографії Харківської державної академії культури.

## Життєпис
Каріна Островська народилася 12 січня 1974 року у Харкові. Навчалася на хореографічному факультеті ХДАК, який закінчила у 1996 році і була запрошена працювати на кафедру народної хореографії в академії. Викладає навчальні дисципліни: «Український народний танець та методика його викладання», «Зразки народної хореографії», «Хореографічний ансамбль». Здійснює керівництво науковою діяльністю студентів з підготовки тез та доповідей до Всеукраїнської конференції молодих науковців «Культура та інформаційне суспільство XXI століття».
Каріна Островська — балетмейстерка-репетиторка театру народного танцю «Заповіт» ХДАК, багато років була його провідною солісткою. Вона брала участь в міжнародних фестивалях, конкурсах, семінарах, майстер-класах, творчих проєктах в Україні, Польщі, Угорщині, Австрії, Бельгії, Франції, Болгарії, Туреччині, Італії, Іспанії, Ізраїлі, Німеччині, Канаді. Стояла біля витоків створення у Харкові Великого Слобожанського ансамблю пісні і танцю в 2011 році разом з організатором ансамблю, його художнім керівником та головним балетмейстером, народним артистом України, професором, академіком Борисом Колногузенко та очолила танцювальну групу ансамблю.
Хореографка брала участь у підготовці проведення Днів української культури у Франції та формуванні культурної програми Саміту європейських країн у Чехії, а також у проведенні гастролей по 20 містах Іспанії, виступів Театру народного танцю «Заповіт» у Словаччині, Австрії, Італії.
Бере участь в роботі журі Всеукраїнських фестивалів та конкурсів хореографічного мистецтва. Неодноразово була головою журі VII Всеукраїнського фестивалю-конкурсу хореографічного мистецтва «Галицькі барви» у Львові 2019 року та у березні 2023 року. Провела майстер-клас з українського танцю «Слобожанська хореографія» для студентів кафедри режисури та хореографії Львівського національного університету. У 2020 році очолила журі Всеукраїнського фестивалю-конкурсу народної хореографії «Натхнення Хортиці».
Островська входила до складу експертних комісій з акредитації спеціальності «Хореографія» в Ніжинському училищі культури і мистецтв ім. Марії Заньковецької, Сумському вищому училищі культури і мистецтв ім. Д. С. Бортнянського та Мелітопольському училищі культури. Є членкинею правління Харківського обласного осередку Національної хореографічної спілки України.

## Відзнаки та нагороди
- диплом I ступеня VII Міжнародного фестивалю-конкурсу хореографічного мистецтва «Танцюючий бриз» (Керч, 2005) у номінації «Соло» (народна хореографія);
- лауреатка творчої премії 2005 року Харківської міської ради;
- Почесні грамоти Харківської облдержадміністрації та Харківської міської ради (2005);
- пам'ятна медаль Національного заслуженого академічного ансамблю танцю України ім. П. П. Вірського;
- Почесна відзнака Харківської обласної ради «Слобожанська слава»;
- вища відзнака хореографічного мистецтва України — «Медаль Павла Вірського»;
- Почесний знак «За вагомий внесок в хореографічне мистецтво» Харківського обласного осередку НХСУ;
- лауреатка міського конкурсу «Молода людина року» (Харків, 2007) у номінації культура та мистецтво;
- Почесна грамота Міністерства України у справах сім'ї, молоді та спорту (2008);
- стипендіатка Харківської облдержадміністрації в галузі культури і мистецтва в номінації «Хореографія» (2008);
- Почесне звання Заслужений працівник культури України (2009)[11];
- лауреатка регіонального рейтингу «Харків'янин року» у номінації «Діячі науки, культури, мистецтва, спорту» (2009);
- Почесна грамота Міністерства культури і туризму України (2010);
- «Почесний Срібний знак» від Харківського академічного театру музичної комедії (2010)[12];
- стипендіатка Харківської облдержадміністрації та Харківської обласної ради у галузі культури і мистецтва в номінації «хореографічне мистецтво» (2012)[13];
- дипломантка XX обласного конкурсу «Вища школа Харківщини — кращі імена» в номінації «Завідувач кафедри» (2018).

## Основні праці
- Островська К. В. Розкриття джерел фольклорних танців західного регіону України / К. В. Островська // Вісн. Міжнар. Слов'ян. ун-ту. Сер. Мистецтвознавство. — Харків, 2010. — Т. 13, № 1. — С. 33–37.
- Островська К. Український фольклорний танець у творах М. Л. Кропивницького / К. Островська // Проблеми взаємодії мистецтва, педагогіки та теорії і практики освіти : зб. наук. пр. / Харків. держ. ун-т мистец. ім. І. П. Котляревського ; [редкол.: Т. Б. Вєркіна та ін.]. — Харків : С. А. М., 2010. — Вип. 28. — С. 50–58.

- Островська К. В. Збереження та розвиток національної хореографічної спадщини / К. В. Островська // Вісн. Харків. держ. акад. дизайну і мистец. [Сер.] Мистецтвознавство. — Харків, 2011. — № 7. — С. 201—203.
- Островська К. В. Зразки народної хореографії та їх роль у вихованні майбутніх балетмейстерів / К. В. Островська // Проблеми розвитку сучасного хореографічного мистецтва та шляхи їх вирішення. — Луганськ, 2013. — С. 67–72.
- Островська К. В. Творчі горизонти Б. М. Колногузенка / К. В. Островська // Культура України : зб. наук. пр. / М-во культури України, Харків. держ. акад. культури, [Акад. мистец. України, Ін-т культурології ; редкол.: В. М. Шейко (відп. ред.) та ін.] ; за заг. ред. В. М. Шейка. — Харків : ХДАК, 2013. — Вип. 40. — С. 204—209.
- Островська К. В. Традиції української народної хореографії як засіб виховання національного менталітету дошкільнят / К. В. Островська // Культура України. Серія: Мистецтвознавство : зб. наук. пр. / М-во культури України, Харків. держ. акад. культури ; [редкол.: В. М. Шейко (відп. ред.) та ін.] ; за заг. ред. В. М. Шейка. — Харків : ХДАК, 2017. — Вип. 56. — С. 148—157.
- Островська К. В. Значення творчості театру народного танцю «Заповіт» ХДАК для української національної культури / К. В. Островська // Культура України. Серія: Мистецтвознавство : зб. наук. пр. / М-во культури України, Харків. держ. акад. культури ; [редкол.: В. М. Шейко (відп. ред.) та ін.] ; за заг. ред. В. М. Шейка. — Харків : ХДАК, 2019. — Вип. 63. — С. 186—194.

- Островська К. В. Авторська програма хореографічного виховання дітей та молоді в народному художньому колективі ансамблю танцю «Щасливе дитинство» Харківського обласного палацу дитячої та юнацької творчості / К. В. Островська // Традиції та новації в хореографічній культурі: (до 50-річчя каф. хореографії Київ. нац. ун-ту культури і мистецтв) : матеріали міжнар. наук.-практ. конф. (м. Київ, 25 квіт. 2020 р.) / М-во освіти і науки України, Консерваторія ім. Дезідера Кардоша, Білорус. держ. ун-т культури і мистецтв, Київ. нац. ун-т культури і мистецтв, Ф-т хореогр. мистецтва. — Київ, 2020. — С. 81–83.
- Островська К. Етнохореологічні рефлексії аматорського мистецтва народно-сценічного танцю Харківщини другої половини XX ст. / К. Островська, Т. Брагіна // Актуальні питання гуманітарних наук : міжвузів. зб. наук. пр. молодих вчених Дрогоб. держ. пед. ун-ту ім. І. Франка / М-во освіти і науки України, Дрогоб. держ. пед. ун-т ім. І. Франка, Рада молодих вчених. — Дрогобич, 2021. — Вип. 35, т. 4. — С. 39–44.
- Мостова І. С. Хореографічне мистецтво як інструмент формування ціннісних орієнтирів вихованців аматорських танцювальних колективів / І. С. Мостова, К. В. Островська // Танцювальні студії / Київський національний університет культури і мистецтв. ― Київ, 2023. — Т. 6, № 1. — С. 63–69.